# Celeste Aida

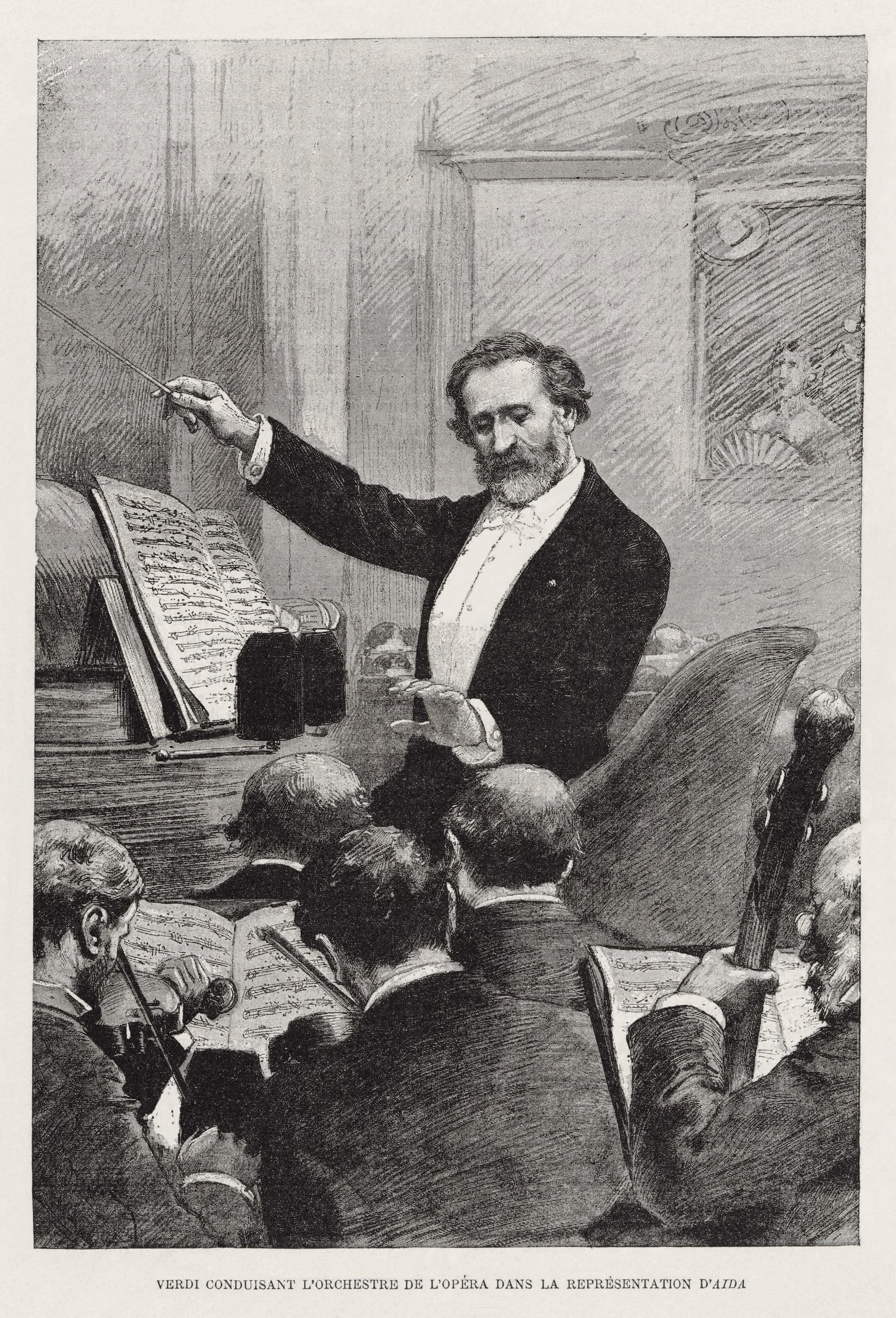
Giuseppe Verdi conduce la prima dellAida al Teatro dell'Opera di Parigi, Palais Garnier, 22 marzo 1880.

Celeste Aida è una romanza intonata da Radamès (tenore) nel primo atto (scena prima) dell'Aida di Giuseppe Verdi, su libretto di Antonio Ghislanzoni. È preceduta dal recitativo Se quel guerrier io fossi.

## I versi
La romanza si basa su due quartine di doppi quinari, mentre il recitativo che la precede è scritto, come di consueto, in versi endecasillabi e settenari. Verdi musicò il testo fedelmente, limitandosi a eliminare la congiunzione "e" dall'ultimo verso del recitativo.
io fossi! se il mio sogno

Si avverasse!... Un esercito di prodi

Da me guidato... e la vittoria e il plauso
Di Menfi tutta! – E a te, mia dolce Aida,

Tornar di lauri cinto...

Dirti: per te ho pugnato e per te ho vinto!
Celeste Aida, forma divina,

Mistico serto di luce e fior;

Del mio pensiero tu sei regina,

Tu di mia vita sei lo splendor.
Il tuo bel cielo vorrei ridarti,

Le dolci brezze del patrio suol,

Un regal serto sul crin posarti,

Ergerti un trono vicino al sol.»
(Giuseppe Verdi, Recitativo Se quel guerrier io fossi! (Radamès), Romanza Celeste Aida (Radamès), Aida, Atto I Scena I)

## La musica
Composta nella tonalità di si bemolle maggiore, la romanza è divisa in due strofe che ripetono gli stessi otto versi. Ogni strofa si basa su due temi musicali, il secondo dei quali in si bemolle minore, abbinati ciascuno a una quartina di versi.
Alla ripresa, Verdi arricchisce lo strumentale della prima sezione mantenendone identica la linea vocale, mentre sviluppa diversamente il tema della seconda sezione, cui fa seguire un breve cadenza sull'arpeggio di si bemolle maggiore, conclusa da un si bemolle acuto da intonare pianissimo e "morendo", quasi mai eseguito correttamente dai tenori.
Verdi compose un finale alternativo della romanza, nel quale, dopo il si bemolle acuto, il tenore ripete all'ottava bassa le parole "vicino al sol". Questo finale è eseguito da Richard Tucker nell'edizione discografica dell'opera diretta da Arturo Toscanini.
Il primo tenore a cantarla nel 1871 è stato Pietro Mongini e nel 1872 Giuseppe Fancelli.
Altri grandi tenori a cantarla sono stati Italo Campanini (tenore), Jean de Reszke, Francesco Tamagno, Giovanni Zenatello, Enrico Caruso, Giovanni Martinelli, Giulio Crimi, Miguel Fleta, Giacomo Lauri-Volpi, Kurt Baum, Ramón Vinay, Mario Del Monaco, Carlo Bergonzi, Gianfranco Cecchele, Eugenio Fernandi, Franco Corelli, Richard Tucker, Flaviano Labò, Nicola Martinucci, Franco Bonisolli, Luciano Pavarotti, Plácido Domingo, Lando Bartolini, Kristján Jóhannsson, Salvatore Licitra, Marco Berti e Marcelo Álvarez.
La versione registrata nel 1908 da Enrico Caruso di Celeste Aida sarebbe stata premiata con il Grammy Hall of Fame Award nel 1993.